# لوییس مولونی
لوییس مولونی (اسپانیایی: Luis Molowny‎؛ ۱۲ مهٔ ۱۹۲۵ – ۱۲ فوریهٔ ۲۰۱۰) بازیکن و مربی فوتبال اهل اسپانیا بود.
از باشگاه‌هایی که در آن بازی کرده‌است می‌توان به باشگاه فوتبال رئال مادرید، لاس پالماس اشاره کرد. وی همچنین سابقه ۷ بازی در تیم ملی فوتبال اسپانیا را در کارنامه دارد.